# 员工调查
员工调查（Employee surveys）是一种科学的管理工具，属于人才管理系统中的一部分，它通常以调查问卷等形式，收集员工对企业各个方面的满意程度、对组织氛围的感受度及对目前工作的敬业情况等。
员工调查是企业满足生存需要后，产生的安全需要的产物。它能为企业的持续、健康发展提供多方面参考信息，从而达到企业诊断的目。员工调查被形象的誉为是“企业的体检”。
常用的成型的员工调查包括组织氛围调查、员工满意度调查和员工敬业度调查，分别从认知、态度和行为方面对企业和员工进行诊断，从而获得企业运作情况的全面诊断。

## 历史
员工调查的发展大致经历了以下几个阶段：

### 第一阶段   理论阶段
员工调查的理念是伴随着人才管理理念的更新而出现的，随着人才管理理念的更新，企业意识到人才的可贵，提高工作效率成为管理的一个课题，一些研究人的工作效率的模型被提出。
Herzberg于1959年提出的双因素理论把影响员工满意度的因素划分为保健因素和激励因素。Friedlander（1963）认为，社会及技术环境因素（包括上司、人际关系、工作条件等）、自我实现因素（个人能力得到发挥）、被人承认的因素（工作挑战性、责任、工资、晋升等）构成了员工满意度。Vroom（1964）提出，员工满意度主要构成因素包括管理、提升、工作内容、上司、待遇、工作条件、工作伙伴等七个方面。
随着理论研究的深入，一些学者开始依据认可度比较高的结构模型编制用于员工满意度测量的量表。员工调查在实践中的运用呼之欲出。

### 第二阶段   初级实践期
随着新经济时代的来临，管理变革和学习型组织理论的提出，人在企业发展中的作用越来越重要、越来越被重视，员工满意度调查在实际中的运用逐渐普及开来。70年代中后期至80年代初是在以GE为代表的世界500强大公司中迅速普及，80年代中后期以来则在绝大部分大中型公司中得到普及。
这时的员工调查依然集中于员工满意度调查，并且诞生了一批经典的调查问卷如盖洛普Q12 、明尼苏达满意度量表、工作描述指标量表等。

### 第三阶段  深入探索期
随着90年代人才管理理念的提出，员工调查也有了进一步的发展，人们越来越发现有时员工满意度很高，但是员工却不敬业。这时仅仅只通过单一的员工满意度调查已不能满足企业诊断的需要，其预测效度也有一定局限性。正是此原因人们发现员工调查是一个整体的系统，它可从认知、态度和行为三个层面来全方位衡量员工，而传统的满意度调查仅仅局限于态度层面，对企业的诊断和发挥的意义都有所限制。于是，员工调查又增加了两个部分，测量认知的组织氛围调查和测量行为的员工敬业度调查。通过一个员工调查的系统测量，企业得到的诊断更全面立体，大大增加了员工调查的意义和内涵。

## 发展趋势
目前员工调查越来越倾向于对员工的认知、态度和行为进行一个全面诊断，通常通过组织氛围调查、员工满意度调查和员工敬业度调查等系统调查来实现。

## 模型
现在常用的员工调查包含三个部分：组织氛围、员工满意度和员工敬业度。

## 方式
员工调查的方式主要是纸笔做答和网络作答。而随着互联网的普及，作答的方便性等的考虑，网络作答占据了主流的地位。
传统的网络作答方式需要用户在客户端安装软件实现，容易占内存且不方便。目前最先进的网络作答是采用云计算平台实现的网络作答。用户使用这种作答方式，无需在客户端安装软件，只需要一台具备基本计算能力的计算设备以及一个有效的互联网连接，就可以随时随地使用该服务。